# Comédias para Se Ler na Escola
Comédias para se Ler na Escola é um livro de contos cômicos do escritor Luis Fernando Veríssimo publicado em 2001 pela Editora Objetiva. Com introdução de Ana Maria Machado, o livro é dividido em seis tópicos, e subdividido em suas respectivas crônicas/contos.

## =Equívocos
Esse capítulo trata sobre mal-entendidos, erros, confusões.
- A espada:.  o menino o surpreende, dizendo que é o Thunder Boy (Garoto Trovão) e que seu destino estava selado desde que havia nascido. O pai fica surpreso com o tom de seriedade na voz do filho, que continua dizendo que seus pais devem ser pessoas fortes e justas. O menino dirige-se à janela, ergue a espada como uma cruz e, de repente, um trovão estremece e a espada tanto quanto seu filho ficam azuis.
- O Marajá: seu amo pode visitá-la; seu amo era ninguém menos que o Marajá de Jaipur. Após a visita do Marajá, dona Morgadinha não foi mais a mesma. Seu filho chegou a trazer um vira-lata para urinar na poltrona da sala, e nada. O Marajá a visitou por duas semanas, até que seu marido se cansou do descaso de dona Morgadinha com a higiene da família e da casa. Procurou seu amigo Turcão que era árabe e fê-lo fingir que era o Marajá. Ela acreditou tão piamente que queria fugir com ele para Jaipur. Se descobrisse que fora enganada se mataria, por isso Turcão tinha que desiludi-la.
- Suflê de Chuchu
- Sozinhos: Um casal  mentira. Porém não há ninguém além dos dois na casa. É aí que a idosa tem a brilhante ideia de gravar seu marido dormindo. Ao acordarem vão ouvi-lá. O senhor ronca. Mas a senhora também. O mistério é tomado quando ouvem duas vozes indefinidas ao fundo dizendo "Estão prontos?" "Não, acho que ainda não..." "Então vamos voltar amanhã..."
- A foto: A história trata da discordância sobre quem irá tirar a foto da família. No fim quem tira a foto é o bisavô, motivo pelo qual a foto estava sendo tirada.

### Outros Tempos
Resumidamente, esse capítulo é um paralelo entre a infância e a vida adulta do narrador.
- A bola: a história mostra a mudança de tempos: O menino ganhara uma bola do pai, mas não sabia brincar com ela; achava que só os brinquedos eletrônicos eram legais.
- História estranha: conta a história de um adulto que, ao passear no parque, se deparou com si mesmo quando ele era menor, e sentiu saudades.
- Vivendo e...: conta as habilidades, os jogos e fórmulas que um adulto conhecia na infância e agora esqueceu-as.
- Adolescência: o apelido de um adolescente era "Cascão", e vinha da infância, do fato dele não tomar banho (fingia que tomava). Todos chamavam ele assim, e mesmo que isso perturbava ele, não reagia; até que um dia ele decidiu retrucar. Ele tentou provar que todos eram sujos, por menor que seja a sujeira, mas não conseguiu. O conto conta também a história de Jander, um menino com muitas espinhas que queria tocar violino. Quando ele tocava, todos conseguiam ouvir, o que incomodava bastante. Um dia, uma mulher chegou em seu quarto dizendo ser sua empregada, e não ouviu-se mais o som do Violino aquela noite. Subentende-se que a suposta empregada foi uma distração para ele, e substituiu a obsessão pelo violino.

Trata de problemas comuns ao cidadão brasileiros mas que nem todos os abordam.
O titulo do livro resulta da teoria do autor de que até pessoas que não habituadas a ler obras literárias são capaz de se deliciar com elas. A obra, porém, é ideal para ser lida não só na escola, mas onde quer que esteja, e para aqueles momentos em que e deseja ter um pouco de descontração.
Neste livro é composto 35 narrativas curtas, trazendo aventuras e descobertas.
A seleção de Ana Maria Machado em Comédias para se ler na escola permite ao leitor mergulhar no universo das histórias e personagens de Veríssimo prestando atenção nos múltiplos recursos deste artesão das letras. A habilidade para os exercícios de linguagem ou de estilo pode ser conferida em crônicas como "Palavreado", "Jargão", "O ator" e "Siglas". A competência para desenvolver as comédias de erro está presente em "O Homem Trocado", "Suflê de Chuchu" e "Sozinhos". A mestria para criar pequenas fábulas, com moral não explícita, aparece em "A Novata", "Hábito Nacional" e "Pode Acontecer". A aptidão para resgatar memórias é a marca de "Adolescência", "A Bola" e "História Estranha". E, por fim, o dom para abordagens originais de temas recorrentes revela-se em "Da Timidez", "Fobias" e "ABC".
- Dentre outros capítulos
- Amor: é um poema: uma declaração de amor.
- Um, dois, três: é a história de um homem que queria fazer uma crônica como uma valsa antiga, com todas suas características. Ao longo do texto, ele dá detalhes de como ele deseja que seja seu texto, comparando as características de seu texto com as da valsa.
- O ator: ao chegar em casa e cumprimentar sua família, um homem descobre que sua casa não é uma casa. É quando alguém diz "Corta!" e ele percebe que sua casa era um cenário! Passa um tempo e alguém diz "Corta!" novamente, fazendo com que ele perceba que aquele cenário é um cenário! Ele fica muito bravo, pois queria uma casa e vida normais, sem ser um filme. Nisso, ele ouve: "Corta!"
- O recital: O Recital é um conto meio sem sentido, inesperado. Fala sobre quatro músicos: três homens (um deles é ruivo) e uma mulher, que estão preparados para apresentar-se, mas surpreendentemente, acontece alguma coisa que mudará o futuro daquela apresentação. Algo inesperado. Qual seria a coisa mais inesperada que poderia acontecer?  Passar uma manada de zebus pelo palco, por trás deles? Não. O narrador cita exemplos, mas conclui que seria a entrada de um homem carregando uma tuba. E ele queria tocar. Os artistas pedem que ele se retire, mas ele nega; diz que acompanhará a música. A platéia e os artistas ficam paralisados, o homem não consegue conquistar a simpatia da platéia e começa a "ofendê-los", tentando justificar sua ação. Finalmente, ele diz para o ruivo violoncelista que seu bigode ruivo é o mesmo que ele usava em 1968! Eles se atracam. Cria-se um caos!!! Agora, quem está com o bigode ruivo é a violista. Então, o tocador de tuba acha que ela é sua mãe (pois o bigode se parece com o dele), e grita: "Mamãe!!". Nisso, entra no palco uma manada de zebus.
- Siglas: Duas pessoas falando palavras, e suas respectivas siglas. Por exemplo: Partido Conservador (PC).
- Rápido.
- O classificado através da história.